# Mukendi Kanda
Mukendi Kanda est un sculpteur congolais (Congo-Kinshasa), né à Bonkonde au Kasaï le 22 août 1940.
Il étudie à l’Académie des beaux-arts de Léopoldville (aujourd’hui Kinshasa) de 1957 à 1964. Il enseigne à l’École normale officielle de Limete et à l’Athénée de Matete. En 1969, il quitte l’enseignement et devient artiste-maquettiste au service de la présidence de la république. Il compte parmi ses œuvres le Batteur de tam-tam et la Femme à la houe érigés dans le jardin du Palais de la Nation au mont Ngaliema.